# Папьяменто
Папьяме́нто (papiamento или papiamentu) — креольский язык на иберо-романской основе, родной язык населения Арубы, Кюрасао и Бонайре. Число говорящих — около 329 тыс. человек.

## Официальный статус
Папьяменто провозглашен официальным языком Арубы (наряду с нидерландским) и (с 7 марта 2007 года) Нидерландских Антильских островов (наряду с нидерландским и английским).

## Диалекты
Выделяют 2 основных диалекта папьяменто: диалект Арубы и диалект Кюрасао и Бонайре. Различия главным образом заключаются в произношении; используются разные системы орфографии: этимологическая — на Арубе и фонетическая — на Кюрасао и Бонайре. Многие слова, оканчивающиеся на Арубе на букву «о», на Кюрасао и Бонайре оканчиваются на «u», например: Palo/Palu (дерево). Имеются также некоторые лексические различия и различия в интонациях.

## Фонетика
В папьяменто выделяют 10 гласных звуков: /a/, /e/, /ɛ/, /ə/, /i/, /o/, /ɔ/, /u/, /ø/, /y/.

## Лексика
По происхождению лексика папьяменто является в своей основе романской (около 60 %), при этом исконный португальский слой был постепенно испанизирован, в том числе и под влиянием сефардского языка. Нидерландский язык дал около 25 % словаря. Свой вклад также внесли английский, аравакский и африканские языки португальских колоний в Африке.
Сейчас сильное влияние оказывает венесуэльский испанский (особенно на Арубе), а также английский, которым (как и нидерландским) владеет значительная часть населения.
Слова иберо-романского происхождения:
- kuá? (порт. qual?, исп. cuál?) — который? какой?
- barbulet (порт. borboleta) — бабочка
- sapatu (порт. sapato, исп. zapato) — туфля
- kachó (порт. и исп. cachorro) — собака
- galiña (исп. gallina, порт. galinha) — курица
- siudat (исп. ciudad, порт. cidade) — город

Слова голландского происхождения:
- blou (нид. blauw) — синий
- buki (нид. boekje) — книга
- lesa (нид. lezen) — читать
- apel/aplo (нид. appel) — яблоко

Слова английского происхождения:
- bòter (англ. bottle) — бутылка